# Megachile multidens
Megachile multidens är en biart som beskrevs av Fox 1891. Megachile multidens ingår i släktet tapetserarbin, och familjen buksamlarbin. Inga underarter finns listade i Catalogue of Life.